# Eleccions regionals de Sardenya de 1949
Les primeres eleccions regionals per a escollir el Consell Regional de Sardenya se celebraren el 8 de maig de 1949. La participació fou del 85,1%.
| ← Eleccions regionals de Sardenya, 1949 →           |         |        |        |
| Partits                                             | vots    | %      | escons |
| Democràcia Cristiana Italiana (DC)                  | 196.918 | 34,0%  | 22     |
| Partit Comunista Italià (PCI)                       | 112.311 | 19,4%  | 13     |
| Partit Nacional Monàrquic (PNM)                     | 67.141  | 11,6%  | 7      |
| Partit Sard d'Acció (PSd'Az)                        | 60.525  | 10,4%  | 7      |
| Partit Sard d'Acció Socialista (PSd'AzS)            | 38.081  | 6,6%   | 3      |
| Moviment Social Italià (MSI)                        | 35.402  | 6,1%   | 3      |
| Partit Socialista Italià (PSI)                      | 34.858  | 6,0%   | 3      |
| Partit Socialista dels Treballadors Italians (PSDI) | 16.829  | 2,9%   | 1      |
| Partit Liberal Italià (PLI)                         | 11.775  | 2,0%   | 1      |
| Fronte dell'Uomo Qualunque (UQ)                     | 4.838   | 0,9%   | -      |
| altres                                              | 707     | 0,1%   | -      |
| Total                                               | 579.385 | 100,00 | 60     |

Font Web del consell regional de Sardenya